# Józef Kossakowski (drukarz)
Józef Kossakowski (ur. 15 marca 1807 we wsi Kalinówka-Wielobory, gubernia augustowska, zm. 20 kwietnia 1857 w Lublinie) – właściciel drukarni.
Od 1838 mieszkał w Lublinie. W latach 1840–1856 dzierżawił Drukarnię Rządową w Lublinie, gdzie wydawał druki urzędowe dla potrzeb rządu gubernialnego; od 1 stycznia 1847 prowadził oficjalnie własną drukarnię (na ulicy Jezuickiej, późniejszej Trybunalskiej, w Lublinie). Jego drukarnia wydawała m.in. "Dzienniki Urzędowe Gubernialne", afisze teatralne, nekrologi, tabele ekonomiczne, podręczniki oraz dopuszczone przez cenzurę książki.
Źródła:
- Polski Słownik Biograficzny, tom XIV, 1968-1969 (artykuł autorstwa Marii Grabowskiej)